# Jun Matsumoto
Jun Matsumoto  (松本 潤?, Matsumoto Jun), spesso chiamato anche con il soprannome MatsuJun  (松潤?) (Toshima, 30 agosto 1983) è un attore e cantante giapponese, membro della Arashi, del gruppo Johnny's Entertainment.
attore, cantante, conduttore radiofonico è però meglio conosciuto dal pubblico in special modo per le sue interpretazioni in Dorama di successo, in cui interpreta ruoli complicati e problematici. Matsumoto ha partecipato a numerosi drammi, vincendo numerosi premi come attore. È ampiamente riconosciuto che è apparso in "Kimi wa Petto", Tokyo Tower, Boys Over Flowers, Shitsuren Chocolatier e 99.9 Criminal Lawyer.

## Primi anni
Nasce a Toshima, nella prefettura di Tokyo. Ha una sorella maggiore, il cui sostegno (supportato anche dalla buona impressione fatta ai KinKi Kids), ne ha influenzato la scelta d'entrare del mondo dello spettacolo (a partire dal 1996) ed intraprendere con decisione la sua carriera artistica. Ha fatto il suo debutto televisivo nel 1997.
Dopo il suo debutto come cantante nel 1999, ha iniziato la carriera d'attore quando è stato lanciato in Stand by me, uno spettacolo che si basa sull'omonima pellicola statunitense. Da allora, ha continuato ad apparire in numerosi dorama e film, ricevendo vari premi e nomination per i suoi ruoli.
Il suo lancio nel grande schermo è datato 2001, quando appare nella 3ª stagione di Kindaichi shōnen no jikenbo.
Ha un suo show alla Radio dal 2002. 
Ha contribuito a scrivere i testi per 2 dei suoi singoli di maggior successo, La Familia del 2004 e Naked del 2008.

## Carriera da attore
Guadagna ulteriore popolarità nel 2002 quando recita nella 1ª stagione di Gokusen assieme, tra gli altri, a Yukie Nakama: il suo personaggio di studente difficile ma molto intelligente lo fa conoscere al grande pubblico ed apprezzare per le sue notevoli qualità attoriali.
Torna nel 2003 con la maggior parte del cast originale nello Special che fa da puntata d'epilogo alla serie. 
Nello stesso anno ottiene un altro ruolo di alto profilo nell'adattamento live action del manga Sei il mio cucciolo come Takeshi Gouda alias Momo al fianco di Koyuki.
Nel 2005 ha il ruolo più importante della sua carriera fino ad allora, quello di Tsukasa Domyoji nell'adattamento in dorama dello shōjo manga omonimo Hana yori dango. Sarà co-protagonista assieme a Mao Inoue: Jun interpreta il ruolo di leader arrogante e viziato di una scuola d'élite, dove lui e il suo gruppo (quattro eredi di ricca famiglia) spadroneggiano senza che nessuno osi intromettersi. Questa serie ne decreta il definitivo successo.
Ha anche recitato nel film Tokyo Tower dove interpreta la parte d'un donnaiolo con una spiccata preferenza per le donne anziane. Successivamente nel film indipendente Boku wa imōto ni koi o suru (film) interpreta il personaggio d'uno studente di liceo che s'innamora e sviluppa una relazione romantica incestuosa con la sorella gemella.
Nel 2007, a seguito del grandissimo successo ottenuto, è stata prodotta una seconda stagione col titolo Hana yori dango 2, che ha avuto un ancor più grande numero di pubblico. Nello stesso anno lo si vede recitare in Bambino!, grazie al quale ha vinto per la prima volta il premio come miglior attore protagonista: è un ragazzo che aspira a diventare chef, riuscendo a farsi assumere in un grande ristorante di cucina italiana.
Nel 2008 è protagonista nel dorama Myu no anyo papa ni ageru, che lo ritrae come un giovane padre in lotta contro una grave malattia degenerativa che lo costringerà presto all'immobilità: nonostante la diagnosi così spietatamente ricevuta non si demoralizza cercando di recuperare per quanto possibile un minimo d'autonomia di vita, aiutato e sostenuto sempre dalla moglie e dalla figlioletta. 
Termina infine la serie di Hana yori dango col film Special dallo stesso titolo.
Nel 2009 recita nel dorama Smile, che lo ritrae come figlio d'un filippino e d'una giapponese: un giovane che affronta sempre la vita con ottimismo e col sorriso sulle labbra, nonostante tutto.
Il 2010 lo vede co-protagonista assieme agli altri membri della sua band, gli Arashi, in un dorama di suspense, Saigo no yakusoku. È poi protagonista con Yūko Takeuchi nel suo primo dorama di genere getsuku intitolato Natsu no koi wa nijiiro ni kagayaku.
Nel 2012 gli viene assegnata la parte di Shuntarō Tokira, protagonista del dorama a sfondo comico/poliziesco Lucky Seven dove sarà affiancato da Nanako Matsushima, già sua collega in Hana yori dango. La serie fu un successo e Matsumoto venne riconfermato protagonista anche in Lucky Seven SP nel 2013.
Jun Matsumoto riconferma le sue straordinarie doti da attore anche nel 2014 quando, nei panni del chocolatier Sōta Koyurugi, recita in Shitsuren Chocolatier.

## Filmografia

### Televisione
| Anno | Titolo                                              | Ruolo                 | Notizie                                                                      |
| ---- | --------------------------------------------------- | --------------------- | ---------------------------------------------------------------------------- |
| 1997 | Bokura no Yūki: Miman Toshi                         | Mori                  |                                                                              |
| 1998 | Hitsuyō no Nai Hito                                 | Takuji Ohno           |                                                                              |
| 1998 | Boys Be                                             |                       | protagonista dell'epi 1                                                      |
| 1999 | Kowai Nichiyōbi: Furugiya                           | S                     | Episodio 10. Apparizione come ospite                                         |
| 1999 | V no Arashi                                         | Jun Matsumoto         | Protagonista assieme agli altri membri Arashi                                |
| 2001 | Kindaichi Shōnen no Jikenbo 3                       | Hajime Kindaichi      | Ruolo principale                                                             |
| 2002 | Gokusen                                             | Shin Sawada           | Personaggio                                                                  |
| 2003 | Yoiko no Mikata                                     | Shin Sawada           | Episodio 9. Apparizione come ospite.                                         |
| 2003 | Kimi wa Petto                                       | Momo/Takeshi Goda     | Co-protagonista.                                                             |
| 2005 | Hana Yori Dango                                     | Tsukasa Dōmyōji       | Ruolo principale                                                             |
| 2005 | Propose: Story One                                  |                       | Personaggio della 1ª parte.                                                  |
| 2006 | Yonimo Kimyona Monogatari: Story Five - Imakiyo-san |                       | Protagonista della 1ª parte.                                                 |
| 2007 | Hana Yori Dango Returns                             | Tsukasa Dōmyōji       | Ruolo principale.                                                            |
| 2007 | Bambino!                                            | Shogo Ban             | Protagonista.                                                                |
| 2008 | Myu no Anyo Papa ni Ageru                           | Hayato Yamaguchi      | Ruolo principale, Special televisivo.                                        |
| 2008 | Sasaki fusai no jingi naki tatakai                  |                       | Episodio 8, apparizione come star ospite                                     |
| 2009 | Smile                                               | Vito Hayakawa         | Protagonista.                                                                |
| 2010 | Saigo no Yakusoku                                   | Nozomu Gotō           | Ruolo principale assieme agli altri membri degli Arashi, Special televisivo. |
| 2010 | Wagaya no Rekishi                                   | Yoshio Yame           | Personaggio della 3ª parte. Special televisivo.                              |
| 2010 | Kaibutsu-kun (serie televisiva)                     | Kaibutsu-kun's butler | Episodio 10. Apparizione come ospite                                         |
| 2010 | Natsu no Koi wa Nijiiro ni Kagayaku                 | Taiga Kusunoki        | Protagonista.                                                                |
| 2012 | Lucky Seven                                         | Shuntaro Tokita       | Protagonista                                                                 |
| 2013 | Lucky Seven SP                                      | Shuntaro Tokita       | Protagonista                                                                 |
| 2014 | Shitsuren Chocolatier                               | Koyurugi Sota         | Protagonista                                                                 |
| 2016 | 99.9 Criminal Lawyer                                | Hiroto Miyama         | Protagonista                                                                 |

### Cinema
| Anno | Titolo                                           | Ruolo                | Notizie           |
| ---- | ------------------------------------------------ | -------------------- | ----------------- |
| 1998 | Shinjuku Shōnen Tanteidan                        |                      |                   |
| 2002 | Pikanchi Life is Hard Dakedo Happy               | Rentarō Futaba (Bon) |                   |
| 2003 | Gokusen SP                                       | Sawada Shin          | Personaggio       |
| 2004 | Pikanchi Life Is Hard Dakara Happy               | Rentarō Futaba (Bon) |                   |
| 2005 | Tokyo Tower                                      | Kōji                 |                   |
| 2007 | Boku wa Imōto ni Koi wo Suru (film)              | Yori Yūki            | Co-protagonista.  |
| 2007 | Kiiroi Namida (Yellow Tears)                     | Yūji Katsumada       |                   |
| 2008 | Kakushi toride no san akunin (The Last Princess) | Musashi              | Ruolo principale. |
| 2008 | Hana Yori Dango Final                            | Tsukasa Dōmyōji      | Co-protagonista   |
| 2013 | Hidamari no kanojo                               | Okuda Kosuke         | Protagonista      |
| 2017 | Narratage                                        | Takashi Hayama       | Co-Protagonista   |

### Riconoscimenti
- 33º Television Drama Academy Awards: miglior attore non protagonista per Gokusen (2002)
- 47º Television Drama Academy Awards: miglior attore non protagonista per Hana Yori Dango (2005)
- 10º Nikkan Sports Drama Grand Prix (gen-mar 07): miglior attore non protagonista per Hana Yori Dango Returns (2007)
- 53º Television Drama Academy Awards: miglior attore per Bambino! (2007)
- 13º Nikkan Sports Drama Grand Prix (primavera 2009): miglior attore per Smile
- 14º Nikkan Sport Dramma Grand Prix (Estate 2010): miglior attore per Natsu no koi wa nijiiro ni kagayaku
- 72º Television Drama Academy Awards: miglior attore per Lucky Seven
- 17 ° Nikkan Sport Dramma Grand Prix (gen-mar 2014): Miglior attore per Shitsuren Chocolatier